# Patrice Bart-Williams

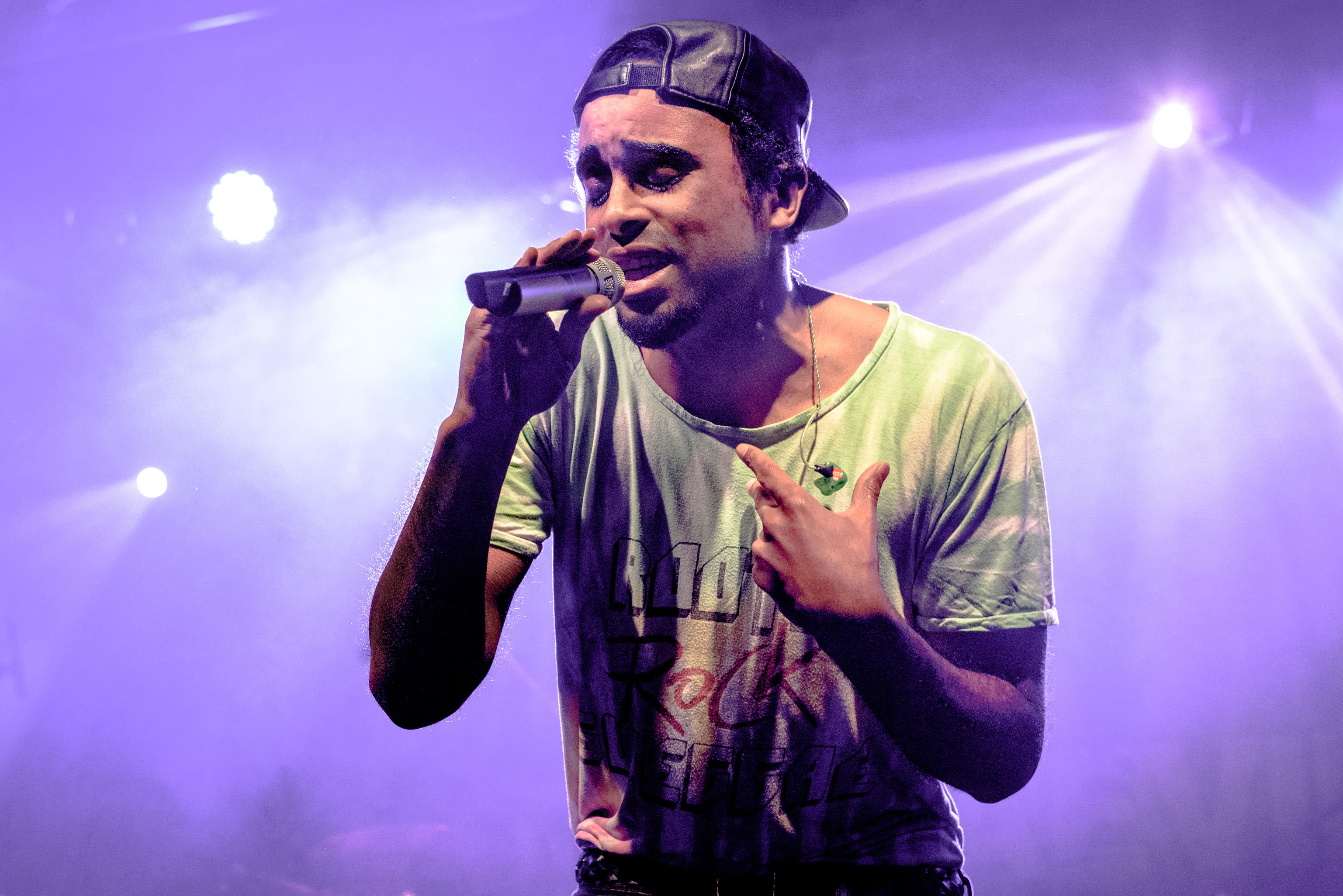
Patrice Bart-Williams live in München 2016

Gaston Patrice Babatunde Bart-Williams (* 9. Juli 1979 in Köln) ist ein deutscher Reggae-Sänger und Songwriter. Seinem bürgerlichen Namen zieht er selbst den afrikanischen Namen Babatunde vor. Als Künstlernamen verwendet er Patrice.

## Privatleben
Bart-Williams wurde als Sohn von Gaston Bart-Williams, einem Schriftsteller aus Sierra Leone, und einer Deutschen in Köln geboren. Seinen zweiten afrikanischen Namen Babatunde erhielt er, weil er an dem Tag geboren wurde, an dem sein Großvater starb. Babatunde bedeutet so viel wie „die Wiedergeburt unseres geliebten Vaters“. Bart-Williams wurde von seinen Eltern als Reinkarnation des Großvaters betrachtet. Sein europäischer Name Patrice ist vom kongolesischen Freiheitshelden Patrice Lumumba inspiriert.
Aufgewachsen ist er in Kerpen-Brüggen bei Köln. Sein Vater starb bei einem Fährunglück, als Patrice elf Jahre alt war.  Gaston Bart-Williams arbeitete zu jener Zeit an einer dreiteiligen Dokumentation über Afrika: Afrikanische Wurzeln (ZDF).  Bart-Williams erhielt ein Stipendium für das Internat Schule Schloss Salem am Bodensee. Als „rebellischer Einzelkämpfer“ musste er das Internat verlassen, durfte aber nach zwei Jahren wieder zurückkehren und legte dort 1999 das Abitur ab. Die Musik half ihm über die schlimmsten Zeiten hinweg.
Patrice lebt in New York, Köln und Paris.

## Musik
Patrice macht Reggae-Musik und singt teilweise auf Patois, wobei seine Musik auch Jazz-, Soul-, Funk- und Hip-Hop-Elemente enthält. Er selbst nennt seinen Stil Jump-A-Delic.
Diese vielfältige Mischung liegt vor allem an seiner Sozialisation in der Kölner Hip-Hop-Szene. Dort hatte er die Möglichkeit, sich in den verschiedensten Kunstformen auszuprobieren. „Ich bin mit Hip-Hop groß geworden und habe früher alles ausprobiert. Musik, Graffiti, Freestyle, Tanzen, DJing und Skateboarden. Für mich habe ich dann Reggae und dieses Singer-Songwriter-Ding entdeckt. Das hat mich wirklich fasziniert und ich habe zu Hause Gitarrespielen geübt. Dabei war es für mich immer klar auf Englisch bzw. Patois zu singen“, beschreibt Bart-Williams seinen Werdegang.
Mit zwölf Jahren fing er an zu komponieren, dabei wird er bis heute hauptsächlich von Jimi Hendrix und Bob Marley beeinflusst. Er spielte schon vor seinem 18. Geburtstag in verschiedenen Bands, unter anderem auch in der BantuCrew (Brotherhood Alliance Navigating Towards Unity), mit der er Hits in den nigerianischen Charts landete. Schließlich kam er zu dem Musiklabel Yo Mama und begleitete im Jahr 1999 Lauryn Hill auf ihrer Europatournee.

Sein Debütalbum Ancient Spirit, das Nachfolge-Album How Do You Call It? und das „Mini-Album“ Silly Walks Movement Meets Patrice wurden mit einigen Zugaben auch in Japan veröffentlicht. Bart-Williams war Mitglied von Brothers Keepers und singt auch selber in Liedern der Gruppe mit, wie It oder Will We Ever Know. Seine damalige Band Shashamani, unterstützte ihn nicht nur live, sondern hat auch seine ersten Alben mit eingespielt. 2005 wurde Nile veröffentlicht. Bart-Williams selbst war der Meinung, dass sich sein letztes Album „zu glatt“ anhörte. Nach eigenen Worten verzichtete er bei Nile auf eine aufwendige Postproduktion.

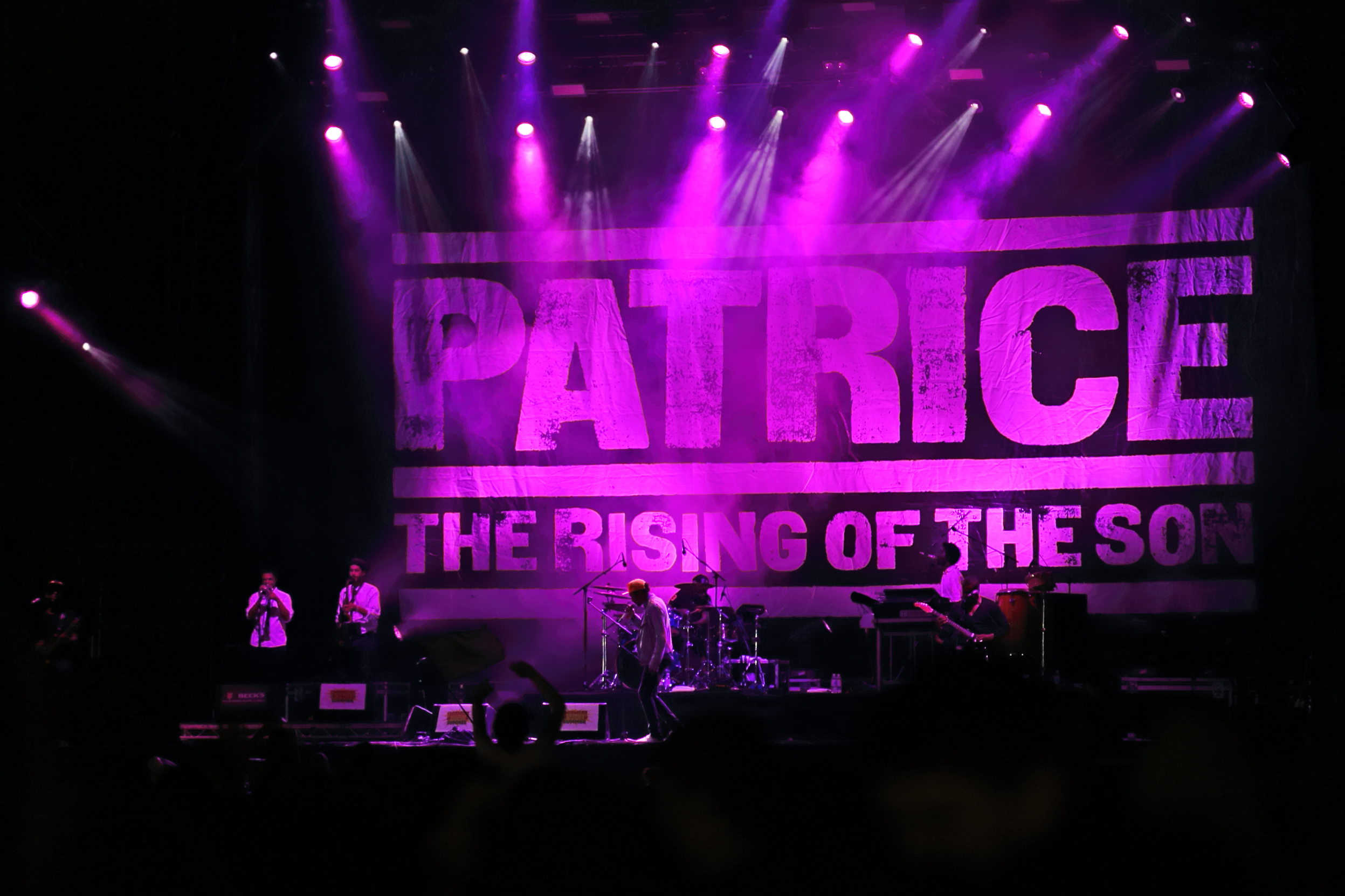
Patrice auf dem Chiemsee Reggae Summer 2013

2006 veröffentlicht er Kings of the Field. Das Lied ist angelehnt an Bob Marleys Zitat („Football is Music“) und spiegelt Patrices Liebe zum Fußball wider. Zu finden ist es nur auf der CD PlayUp neben 15 weiteren Liedern über Fußball anderer Künstler. Im Herbst 2006 wurde Raw And Uncut sowohl als Live-Album wie auch als DVD veröffentlicht. Am 23. Mai 2008 hat er eine neue LP rausgebracht. Das Album und die dazugehörige Tour heißen Free-Patri-Ation! Für die Produktion des Albums konnte der Musikproduzent Commissioner Gordon gewonnen werden, der unter anderem schon für Alicia Keys und Joss Stone tätig gewesen ist. Am 24. Juli 2008 lieferte Patrice das musikalische Vorprogramm für den Auftritt von Barack Obama vor der Berliner Siegessäule vor mehr als 200.000 Menschen. Im November 2008 erschien sein Song Dove of Peace, der die Politik von George W. Bush kritisiert. Im September 2010 veröffentlicht er sein fünftes Studioalbum One. Der Song Walking Alone stieg sofort in die Charts. Das Cover zum Album One gestaltete der international bekannte Künstler JR. Weiterhin arbeitete Patrice auch als erfolgreicher Produzent. In seinem Kölner Supow Studio produzierte er das Album Selah Sue für die gleichnamige Künstlerin, das 2011 in Frankreich und Belgien mit Gold und Doppel-Platin ausgezeichnet wurde. Es folgten weitere Produktionen, u. a. das gerade erschienene Album Landing On a Hundred von Cody ChesnuTT. Das Album The Rising of the Son erschien Ende August 2013. Darauf war Patrice stark zu seinen Reggae-Wurzeln zurückgekehrt. „Reggae ist […] auch die Musik, die ich am meisten fühle. Das muss nicht komplett authentischer Reggae sein, sondern davon beeinflusste Töne. […] Ich habe versucht, eine sehr coole Art von Reggae zu produzieren. Im Sinne von coolen, neuen Sounds und einem neuen Style“, sagte Patrice in einem Interview. Feature auf The Rising of the Son sind Busy Signal, Selah Sue, Cody ChesnuTT und Ikaya.
Im Juli 2016 veröffentlichte Patrice seine neue Single Burning Bridges. Produziert von den französischen Picard Brothers, die u. a. für die aktuelle Major-Lazer-Single verantwortlich sind, und geschrieben in Co-Autorenschaft mit Diplo (Major Lazer, Madonna, Beyonce) und der Sängerin MO, ist Burning Bridges die erste Single des neuen Albums Life’s Blood.
Patrice ist bei dem französischen Label Because Music unter Vertrag. In Deutschland, Österreich und Schweiz veröffentlicht er seine Musik über sein eigenes Label Supow Music.

## Diskografie

### Studioalben
| Jahr | Titel                              | Höchstplatzierung, Gesamtwochen, AuszeichnungChartplatzierungen (Jahr, Titel, Platzierungen, Wochen, Auszeichnungen, Anmerkungen) | Höchstplatzierung, Gesamtwochen, AuszeichnungChartplatzierungen (Jahr, Titel, Platzierungen, Wochen, Auszeichnungen, Anmerkungen) | Höchstplatzierung, Gesamtwochen, AuszeichnungChartplatzierungen (Jahr, Titel, Platzierungen, Wochen, Auszeichnungen, Anmerkungen) | Anmerkungen                                                       |
| Jahr | Titel                              | DE | AT | CH | Anmerkungen                                                       |
| ---- | ---------------------------------- | --- | --- | --- | ----------------------------------------------------------------- |
| 2000 | Ancient Spirit                     | DE84 (1 Wo.)DE | — | — | Erstveröffentlichung: 30. Mai 2000                                |
| 2002 | How Do You Call It?                | DE22 (5 Wo.)DE | — | CH69 (3 Wo.)CH | Erstveröffentlichung: 21. Oktober 2002                            |
| 2003 | Silly Walks Movement Meets Patrice | — | — | — | Erstveröffentlichung: 15. September 2003 mit Silly Walks Movement |
| 2005 | Nile                               | DE4 (13 Wo.)DE | AT5 (18 Wo.)AT | CH12 (17 Wo.)CH | Erstveröffentlichung: 25. April 2005                              |
| 2008 | Free-Patri-Ation                   | DE12 (8 Wo.)DE | AT20 (13 Wo.)AT | CH15 (7 Wo.)CH | Erstveröffentlichung: 23. Mai 2008                                |
| 2010 | One                                | DE22 (3 Wo.)DE | AT58 (1 Wo.)AT | CH54 (2 Wo.)CH | Erstveröffentlichung: 10. September 2010                          |
| 2013 | The Rising of the Son              | DE11 (2 Wo.)DE | AT38 (1 Wo.)AT | CH9 (2 Wo.)CH | Erstveröffentlichung: 30. August 2013                             |
| 2016 | Life’s Blood                       | DE48 (1 Wo.)DE | — | CH47 (1 Wo.)CH | Erstveröffentlichung: 30. September 2016                          |
| 2022 | Super Album                        | — | — | — | Erstveröffentlichung: 6. Oktober 2022                             |
| 2023 | 9                                  | — | — | — | Erstveröffentlichung: 3. November 2023                            |

### Livealben
| Jahr | Titel                       | Höchstplatzierung, Gesamtwochen, AuszeichnungChartsChartplatzierungen (Jahr, Titel, Platzierungen, Wochen, Auszeichnungen, Anmerkungen) | Anmerkungen                |
| Jahr | Titel                       | CH | Anmerkungen                |
| ---- | --------------------------- | --- | -------------------------- |
| 2006 | Raw & Uncut – Live in Paris | CH79 (1 Wo.)CH | Erstveröffentlichung: 2006 |

### EPs
- 1998: Lions

### Singles
| Jahr | Titel Album                       | Höchstplatzierung, Gesamtwochen, AuszeichnungChartplatzierungen (Jahr, Titel, Album, Platzierungen, Wochen, Auszeichnungen, Anmerkungen) | Höchstplatzierung, Gesamtwochen, AuszeichnungChartplatzierungen (Jahr, Titel, Album, Platzierungen, Wochen, Auszeichnungen, Anmerkungen) | Anmerkungen                       |
| Jahr | Titel Album                       | DE | AT | Anmerkungen                       |
| ---- | --------------------------------- | --- | --- | --------------------------------- |
| 2002 | Up in My Room How Do You Call It? | DE99 (1 Wo.)DE | — | Erstveröffentlichung: 2002        |
| 2005 | Soulstorm Nile                    | DE65 (9 Wo.)DE | AT60 (6 Wo.)AT | Erstveröffentlichung: 2005        |
| 2008 | Clouds Free-Patri-Ation           | DE64 (4 Wo.)DE | AT75 (1 Wo.)AT | Erstveröffentlichung: 9. Mai 2008 |
| 2008 | Another One Free-Patri-Ation      | DE83 (2 Wo.)DE | AT68 (1 Wo.)AT | Erstveröffentlichung: 2008        |
| 2010 | Walking Alone One                 | DE70 (4 Wo.)DE | — | Erstveröffentlichung: 2010        |

Weitere Singles
- 2000: Everyday Good
- 2000: You Always You
- 2003: Sunshine
- 2003: Music
- 2003: Moonrise (mit Silly Walks Movement)
- 2004: Truly Majestic (mit Silly Walks Movement)
- 2005: Done
- 2006: Don’t Cry
- 2008: Dove of Peace
- 2009: Appreci Luv
- 2010: Ain’t Got No (I Got Life)
- 2011: Nothing Better
- 2013: Alive
- 2013: Cry, Cry, Cry
- 2014: Faces (feat. Selah Sue)
- 2014: Boxes
- 2014: Every Second
- 2014: Do They Know It’s Christmas? (mit Band Aid 30 Germany)
- 2016: So She Say (mit Silly Walk Discotheque)
- 2016: Burning Bridges
- 2022: Good Vibrations
- 2024: Sonne (mit Curse)

### Videoalben
- 2006: Raw & Uncut – Live in Paris